# Algemene semantiek
De algemene semantiek (general semantics) is een filosofie, die de reactie behandelt op hetgeen rond om ons heen gebeurt met de betekenis die we daaraan geven. Het is ontwikkeld door Alfred Korzybski gedurende de jaren twintig en dertig van de 20e eeuw. De algemene semantiek is verder uitgewerkt door verschillende bekende wetenschappers, waaronder:
- Stuart Chase met The Tyranny of Words
- Samuel I. Hayakawa met Language in Thought and Action
- Anatol Rapoport met Operational Philosophy.

De algemene semantiek (general semantics) heeft niets van doen met de semantiek of het daaraan verwante vakgebied educatieve discipline. Deze houdt zich bezig met betekenis en met de betekenis van betekenis. De semantiek legt de aandacht op wat er misgaat wanneer een bepaald symbool voor een persoon iets anders betekent dan voor een ander.

## Het model
De hoofdprincipes van algemene semantiek beschreef Korzybski in Science and Sanity. Het bekendste citaat uit dit boek is De landkaart is niet het gebied. De algemene semantiek vertelt ons dat er altijd meer is dan we zien, horen, voelen of geloven.
Korzybski beweert dat de mens in twee werelden leeft: de wereld van de spraak en symbolen en in de werkelijke wereld. Hij geeft aan dat het menselijk verstand alleen in staat is te reageren op de gevormde landkaart en het aanwezige gebied (in het extreme geval) volledig vergeet. Bij het zien van een voorwerp, bijvoorbeeld een stoel, hebben we niet werkelijk de stoel in ons hoofd, maar vertalen we deze naar elektrische en chemische processen in onze hersenen. We zijn daarom niet in staat deze werkelijkheid exact gelijk op te slaan.
Er zijn drie fundamentele stellingen voor de algemene semantiek:
1. De kaart is niet gelijk aan het afgebeelde gebied
2. De kaart laat niet alle eigenschappen van het gebied zien
3. De kaart verwijst ook naar zichzelf.

Hierbij zijn de mensen de kaartenmakers en is de realiteit het gebied. Het doel van het systeem is dat mensen zich continu bewust blijven van hoe ze woorden gebruiken. Die woorden hebben feitelijk betrekking op de kaart en niet op de werkelijkheid zelf, noch betekenen de woorden voor verschillende mensen hetzelfde.
De essentie van Korzybski is de claim dat mensen gelimiteerd zijn in wat zij weten, door de structuur van het zenuwstelsel en de structuur van de taal. Mensen kunnen de wereld niet direct ondervinden, maar alleen door abstracties van de werkelijkheid:
- Non-verbale impressies van het zenuwstelsel en
- Verbale indicatoren uitgedrukt in taal.

De algemene semantiek was van invloed op de ontwikkeling van de Gestalttherapie, de Rationeel-Emotieve Therapie (RET) van Albert Ellis, Neuro-Linguïstisch Programmeren (NLP) onder invloed van Gregory Bateson